# Atacama (ethnie)
Pour les articles homonymes, voir Atacama.

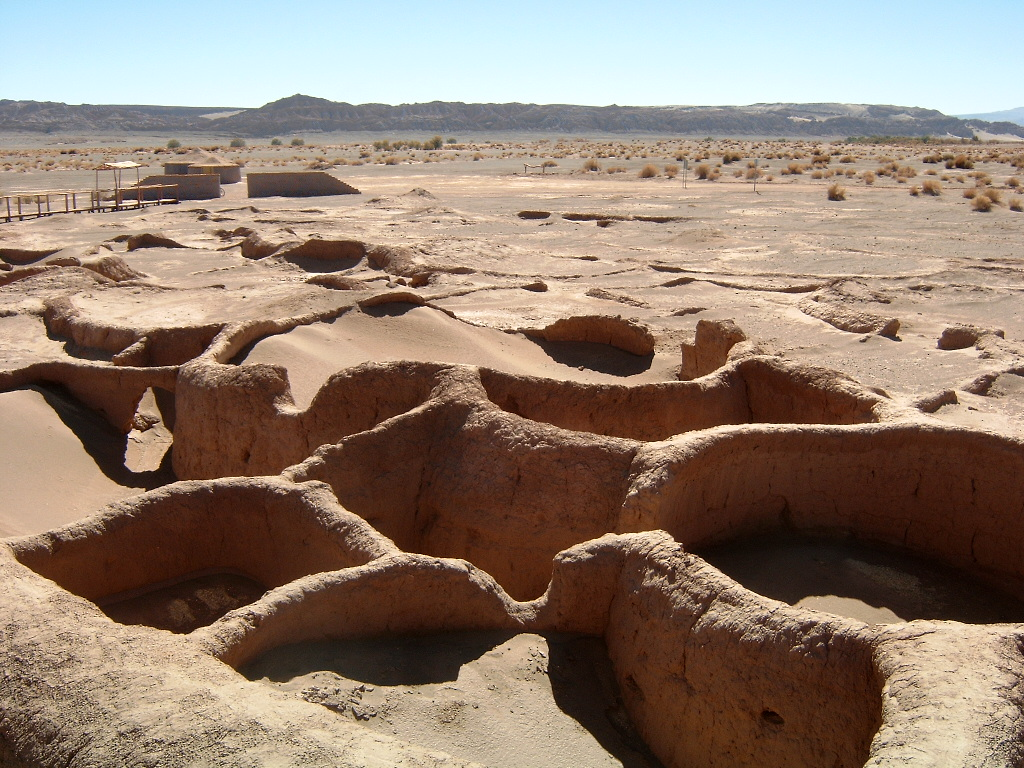
Établissement atacama de Tulor.

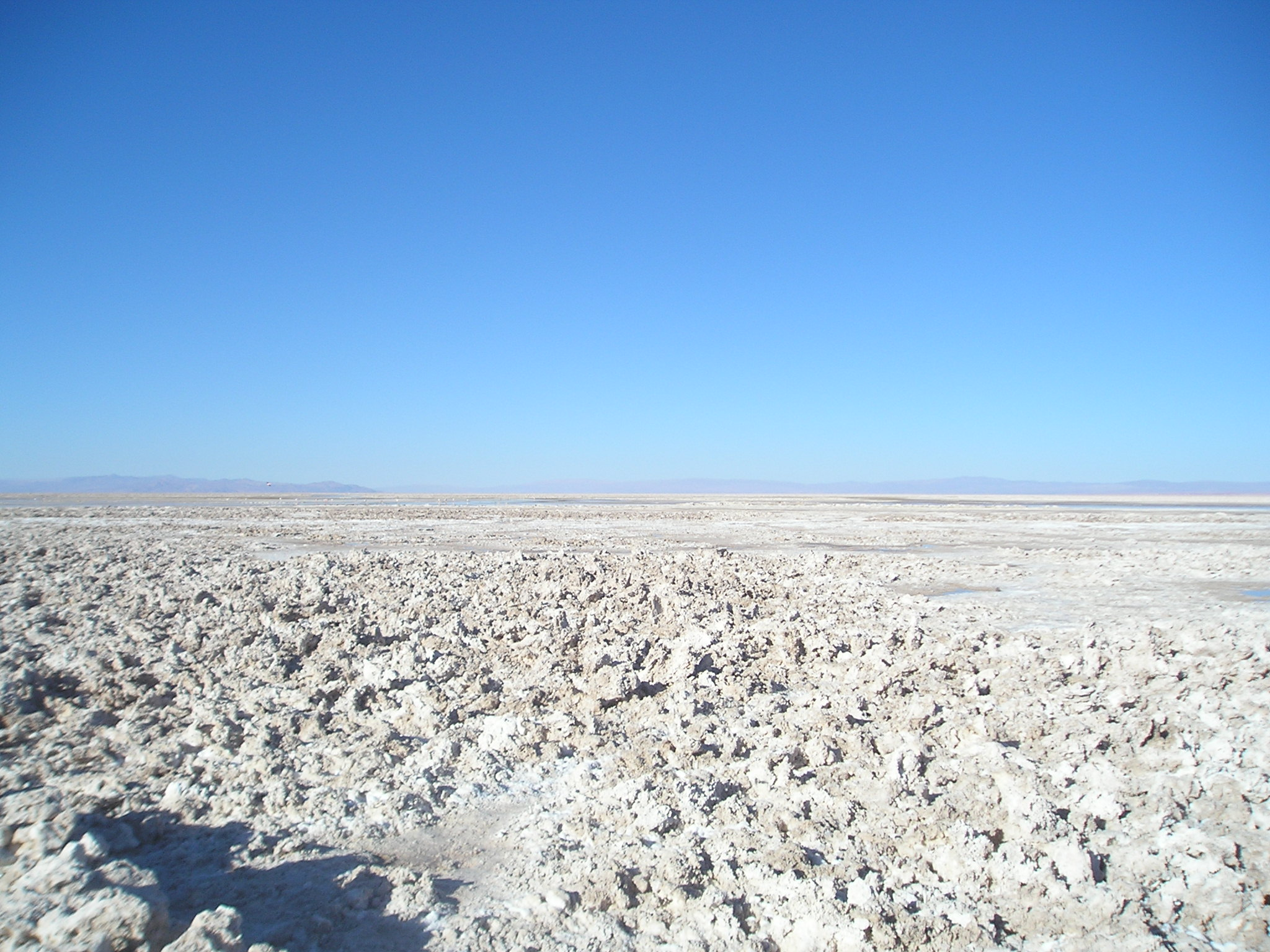
Le salar d'Atacama

Les Atacamas (atacamas en Argentine, atacamens ou atacameños au Chili) s'auto-dénomment Lickan-antay dans leur langue, le kunza, ce qui peut se traduire par les habitants du territoire. Également appelés Alpatamas, Kunzas, Likan-antai ou Likanantaí, ils sont une ethnie autochtone d'Amérique du Sud qui habitait l'intérieur du désert d'Atacama (Nord du Chili et de l'Argentine et sud-ouest de la Bolivie), depuis les alentours du cours du río Loa au nord (IIe région chilienne d'Antofagasta), jusqu'à Copiapó au sud. Ils occupaient les ravins et les vallées de ce désert, ainsi que les flancs de la Cordillère des Andes, y compris toute la Puna de Atacama.

## Le peuple Atacama
C'était un peuple d'agriculteurs et d'éleveurs (élevage de camélidés) qui réussit à utiliser les très maigres ressources en eau de l'endroit pour obtenir d'abondantes récoltes. De même que les Quechuas, ils créèrent un système de cultures en terrasses, dans le but d'empêcher l'eau de dévaler et d'éviter l'arrachage de la couche organique et fertile du sol.
Leurs cultures furent variées : potirons, courges, piments, pois, tabac (utilisé avant tout à des fins rituelles), figuiers de Barbarie ou tunas, maïs et surtout pommes de terre et quinoa.
Ils engraissaient leurs cultures avec le guano des oiseaux de la côte, qu'ils transportaient à dos de lama. Ils réalisaient aussi un commerce de troc avec les pêcheurs nomades Changos, qui étaient établis sur la côte ; ils échangeaient ainsi leur viande principalement sous forme de charqui (viande salée et séchée au soleil), contre des fruits de mer et des poissons.
Les Atacamas utilisaient les lamas comme animaux de charge et s'alimentaient également de leur viande et se vêtaient de leur peau et de leur laine. Ils protégeaient leurs agglomérations par des murailles construites en pierres, véritables forts appelés pucará ou pukará (mot runa simi ou quechua dont la prononciation correcte semble être púkara). Ils développèrent un important artisanat en céramique, et en outre, ils furent le premier peuple qui commença à utiliser le minerai de cuivre qu'ils extrayaient de Chuquicamata, et l'or de la mine d'Incahuasi (Catamarca).
D'accord avec les vestiges archéologiques trouvés et les investigations réalisées dans cette partie de l'Amérique du Sud, les noms de leurs établissements subsistent à ce jour, comme les oasis de Quitor, Chiu-Chiu, Lasana, Turi, Topayín, Susques, Calama, Antofagasta de la Sierra ainsi que l'un des plus importants centres de leur culture, l'oasis de San Pedro de Atacama près de l'ancienne ville de Tastil.
Les populations Atacama ou Lickan-antay qui vivaient dans les régions côtières développèrent une culture quelque peu différenciée (quoique l'unité ethnique ait été maintenue) qui se traduisit par la culture des Changos.
Les descendants des Atacamas vivent en grande partie sur les terres ancestrales, quoique très mélangés. Ils forment une partie de la population créole ou sont inclus dans le mélange complexe des autochtones appelés aujourd'hui Collas. Selon le recensement de 2017, Les Atacamas seraient 25 262 vivant sur leur terre ancestrale.

## Langue
Les Atacamas parlaient le kunza, récemment[Quand ?] éteint, encore que des mots de cette langue se maintiennent dans divers toponymes. Il subsiste aussi quelques mots dans le langage courant de la région, mais habituellement on les croit d'origine quechua[réf. nécessaire].

## Religion
Les Atacamas croyaient en différents dieux, qui selon eux, habitaient les sommets du volcan Licancabur. Ils croyaient aussi en une vie après la mort, et c'est pourquoi ils enterraient leurs morts avec tout le nécessaire pour le long voyage qui les attendait.

## Période agraire et céramique de la culture des Atacamas

### Première étape
Elle se situe entre 400 et 900. Elle se caractérise par une poterie rouge pâle, par des cruches anthropomorphes et l'usage d'ornements ainsi que de vases en or.

### Seconde étape
Entre 900 et 1200, il y a emploi d'une céramique noire polie. On remarque l'influence de la culture de Tiwanaku, par l'utilisation de tablettes pour aspirer des hallucinogènes, principalement le cebil et le cactus San Pedro ou huanto, avec des figures sculptées d'hommes, de condors et de félins, ainsi que l'usage de la tambetá (mot d'origine guaraní) ou ornement labial. L'usage des hallucinogènes ou des enthéogènes, comme pour toutes les autres ethnies autochtones d'Amérique avant la conquête européenne, était purement rituel, c’est-à-dire que l'on pouvait consommer ceux-ci uniquement dans des situations très spécifiques, par exemple lorsqu'un chaman devait essayer de faire une divination et se mettre en contact avec les dieux. C'est du moins ce qu'ils croyaient.

### Troisième étape
Celle-ci, comprise entre 1200 et 1500, montre l'influence de la civilisation incaïque et nous laisse en témoignage la construction de forteresses ou púkara faites de pierres, entourées de murailles, avec des rues étroites et des habitations serrées.

## Centres archéologiques et musées

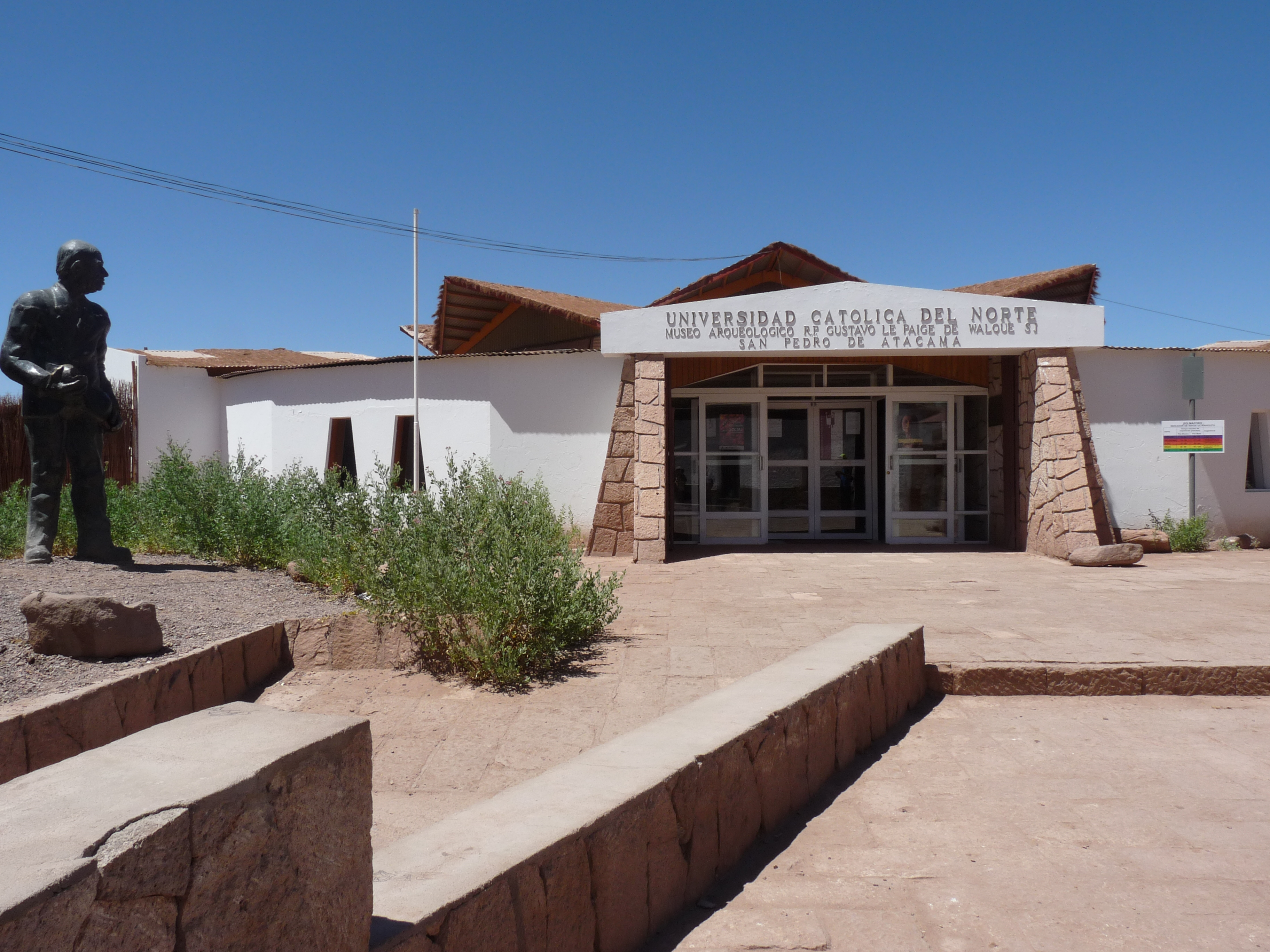
Musée créé par le père Le Paige, et sa statue (à gauche), à San Pedro de Atacama

### San Pedro de Atacama
La petite cité de San Pedro de Atacama fut la principale oasis de la culture des Atacamas, centre de son développement culturel. Depuis la fin du XXe siècle, la principale activité économique de la ville est le tourisme, suivie de l'agriculture des communautés autochtones de la région.

### Musée archéologique R.P. Gustavo Le Paige
Dans ce musée situé à San Pedro, se trouve toute l'histoire et l'archéologie de la culture des Atacamas. L'histoire du musée remonte à l'arrivée au Chili du prêtre jésuite d'origine belge Gustave Le Paige, qui s'installa à San Pedro de Atacama en 1955. À son arrivée dans la région, son intérêt pour la culture atacama s'éveilla, et il commença à investiguer les cimetières préhistoriques, les ateliers lithiques et tous les lieux imprégnés de la culture de ce peuple. Il commença ainsi à réunir une collection énorme, aujourd'hui hébergée par le "Museo Arqueológico", inauguré en 1957.
Cette impressionnante réunion de matériel archéologique de valeur appréciable, contient plus de 380 000 pièces et compte parmi celles-ci des céramiques, du matériel lithique, des textiles et des métaux pré-hispaniques, ainsi que des momies.